# Carolyn Schuler
Carolyn Jane Schuler (San Francisco, 5 januari 1943 – 22 juli 2024) was een Amerikaans zwemmer.

## Biografie
Schuler won tijdens de Olympische Zomerspelen van 1960 gouden medaille medaille op de 100m vlinderslag en op de 4x100m wisselslag.
Schuler overleed op 22 juli 2024 op 81-jarige leeftijd.

## Internationale toernooien
| Jaar | Olympische Spelen                    |
| ---- | ------------------------------------ |
| 1960 | 100m vlinderslag · 4x100m wisselslag |

1956: Shelley Mann ·
1960: Carolyn Schuler ·
1964: Sharon Stouder ·
1968: Lyn McClements ·
1972: Mayumi Aoki ·
1976: Kornelia Ender ·
1980: Caren Metschuck ·
1984: Mary T. Meagher ·
1988: Kristin Otto ·
1992: Qian Hong ·
1996: Amy Van Dyken ·
2000: Inge de Bruijn ·
2004: Petria Thomas ·
2008: Libby Trickett ·
2012: Dana Vollmer ·
2016: Sarah Sjöström ·
2020: Margaret MacNeil · 
2024: Torri Huske
1960: Burke, Kempner, Schuler, von Saltza ·
1964: Ferguson, Goyette, Stouder, Ellis ·
1968: Hall, Ball, Daniel, Pedersen ·
1972: Belote, Carr, Deardurff, Neilson ·
1976: Richter, Anke, Pollack, Ender ·
1980: Reinisch, Geweniger, Pollack, Metschuck ·
1984: Andrews, Caulkins, Meagher, Hogshead ·
1988: Otto, Hörner, Weigang, Meißner ·
1992: Loveless, Nall, Ahmann-Leighton, Thompson ·
1996: Botsford, Beard, Martino, Van Dyken ·
2000: Bedford, Quann, Thompson, Torres ·
2004: Rooney, Jones, Thomas, Henry ·
2008: Seebohm, Jones, Schipper, Trickett ·
2012: Franklin, Soni, Vollmer, Schmitt ·
2016: Baker, King, Vollmer, Manuel ·
2020: K. McKeown, Hodges, E. McKeon, Campbell ·
2024: Smith, King, Walsh, Huske